# Близнецы Биндеры
Близнецы Биндеры (Патрик и Бенджамин Биндер) — родились 2 февраля 1987 года в Германии. Были сросшимися (сиамскими) близнецами, соединенными головами. 
Близнецы Биндеры были разделены в Детском центре Джона Хопкинса 6 сентября 1987 года. Они стали первыми близнецами, которых успешно разделил нейрохирург Бен Карсон при помощи Донлина М. Лонга из Балтимора, Мэриленд. К этой операции хирурги смогли подготовиться, изучив трехмерную физическую модель анатомии близнецов. Карсон описал это разделение, как первое в своем роде, сравнивая с двадцати тремя подобными попытками расставания, закончившимися смертью одного или обоих близнецов.
Хотя хирурги смогли разделить мальчиков, оба остались инвалидами. Согласно статье Washington Post от 2015 года, Патрик оставался совершенно немым; у него "случилась неудача в больнице Балтимора, когда он подавился куском пищи, на короткое время оставшись без кислорода", а позже умер "где-то в последнее десятилетие".
Бенджамин в определенной степени выздоровел. The Washington Post сообщила, что Питер Парлаги - дядя близнецов, сказал, что их отец был эмоционально неспособен обращаться с ними или заботиться о них. Отец близнецов стал алкоголиком, потратил все средства и оставил их мать обездоленной и одинокой. Она была вынуждена поместить близнецов в психиатрическую больницу.
В интервью 1993 года их мать, Терезия Биндер, описала чувство вины за то, что согласилась на операцию, которая лишила мальчиков надежды когда-либо иметь мало-мальски удовлетворительное качество жизни. Согласно Washington Post интервью 2015 года с Парлаги, Бенджамин так и не научился говорить или самостоятельно питаться, но ему нравятся гости и прогулки.